# Снопов'язалка

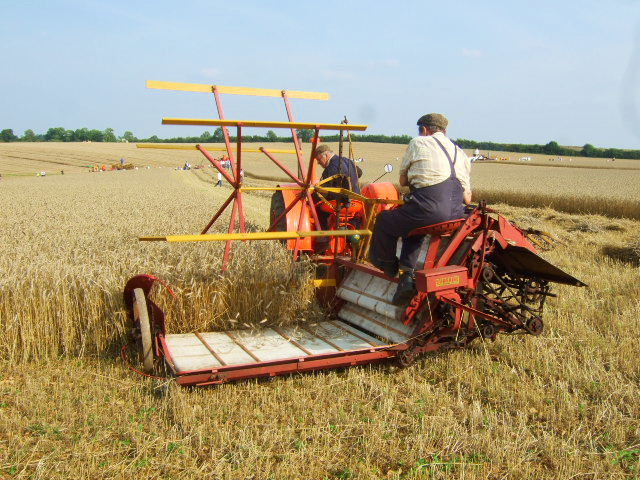
Робота на тракторній снопов'язалці

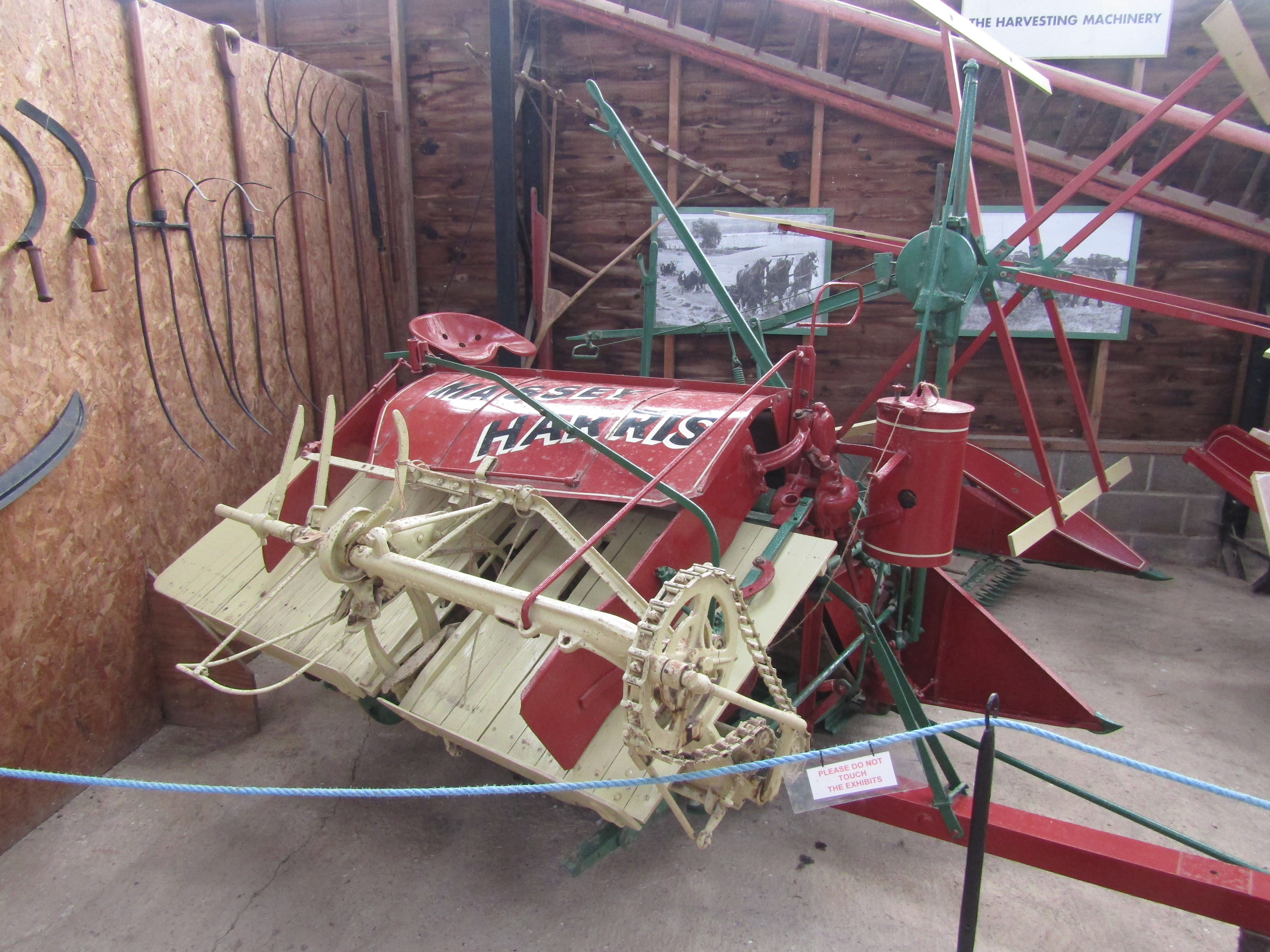
Сноповязальный аппарат з червоним відром для шпагату

Снопов'яза́лка — сільськогосподарська машина, різновид жниварки, яка здійснює косіння стебел зернових і їх одночасне в'язання в снопи. Залежно від способу урухомлення розрізняють кінні снопов'язалки і тракторні причіпні, з приводом від ВВП.
Винахідником снопов'язалки вважається американець Чарльз Бекстер Відінгтон (Charles Baxter Withington), ювелір з Джейнсвілла, штат Вісконсин, який запатентував її в 1872 р. У снопов'язалці Відінгтона як перевесло застосовувався дріт, але з його використовуванням виникали незручності, тому невдовзі В. Дірінг пристосував для цієї мети шпагат, а в 1858 році з'явився і вузлов'яз, винайдений Джоном Епплбі (John Appleby).
У снопов'язалці виділяють такі основні елементи: рама з колесами і платформою, різальний апарат, мотовило, елеватор, в'язальний апарат і снопонос (останній може бути відсутнім). Рама через А-подібний дишель з'єднується з трактором (на кінних застосовується дишельна запряжка зі стельвагою і посторонками через колісний передок). Платформа являє собою горизонтальний споряджений поперечними планками стрічковий транспортер, що рухається в напрямку до елеватора. Мотовило складається з планок і спиць, його вал урухомлюється зубчастою або ланцюговою передачею. Положення мотовила відносно різального апарата регулюється безпосередньо на ходу (залежно від висоти хліба, напрямку вітру, нахилу стеблостану). Елеватор складається з двох похилих стрічкових транспортерів, встановлених паралельно один одному (верхнього і нижнього), між якими підіймаються зрізані стебла. В'язальний апарат складається з похилого столу, пакувальників, механізму включення, закріпленої на валу дугоподібної голки, вузлов'яза, скидних важелів і підбою. Стебла з верхнього краю елеватора скочуються по в'язальному столі на шпагат, кінець якого закріплений у затискачі апарата. У прорізах столу рухаються пакувальники, що захоплюють стебла і подають їх до відвального важеля, утворюючи сніп, який відхиляє відвальний важіль, тим самим увімкаючи апарат. Голка виходить з-під столу, оперізує сніп шпагатом і укладає його в затискач поруч з раніше затиснутим кінцем шпагату. Кінці шпагату між затискачем і снопом лежать на дзьобі вузлов'яза, який під час повороту щелепами утворює петлю. Сніп, зіштовхуваний зі столу скидними важелями, стягує петлю з щелеп дзьоба і міцно затягує вузол. У момент стягування петлі ніж вузлов'яза обрізає шпагат, і сніп падає в снопонос або (при відсутності останнього) на поверхню поля. Снопонос — гребінка з прутів, шарнірно прикріплених одним кінцем до труби; у звичайному положенні прути розташовуються похило і утримують собою снопи, під дією ножної педалі через важільний механізм труба повертає прути в горизонтальне положення і снопи сповзають на поверхню поля.
Мотовило нахиляє до різального апарата стебла трави, злаків та укладає їх на полотно платформи. Скошені різальним апаратом стебла падають на полотно і передаються на похилий елеватор, що подає їх у в'язальний апарат. За допомогою в'язального апарата сніп оточується дротом (шнуром, шпагатом), і де кінці дроту скручуються, а кінці шнурка зав'язуються. Готовий сніп скидається на снопонос, а з нього в міру накопичення снопів (4-6) вони скидаються на поле, що прискорює процес їх підбирання.